# Andrena leucocyanea
Andrena leucocyanea är en biart som beskrevs av Pérez 1895. Andrena leucocyanea ingår i släktet sandbin, och familjen grävbin. Inga underarter finns listade i Catalogue of Life.